# Their First Misunderstanding
Their First Misunderstanding è un cortometraggio muto del 1911 diretto da Thomas H. Ince e George Loane Tucker che ne è anche sceneggiatore. Interpretato da Mary Pickford e da Owen Moore (che, in quell'anno, si erano sposati), il film venne prodotto dall'Independent Moving Pictures Co. of America (IMP) e venne distribuito nelle sale il 9 gennaio 1911 dalla Motion Picture Distributors and Sales Company.
È il quarto film diretto da Ince.

## Produzione
Per Mary Pickford e Owen Moore, Their First Misunderstanding è il primo film che i due attori girarono per l'Independent Moving Pictures Co. of America (IMP).

## Distribuzione
Il film - un cortometraggio in una bobina - uscì nelle sale statunitensi il 9 gennaio 1911, distribuito dalla Motion Picture Distributors and Sales Company.
L'unica copia della pellicola che si conosca è stata ritrovata nel 2006 in un fienile del New Hampshire e fu donata alla Keene State College Film Society, conservata negli archivi della Library of Congress